# Növényi Diverzitás Központ
Koordináták: é. sz. 47° 21′ 25″, k. h. 19° 53′ 26″47.356944°N 19.890556°E
A Növényi Diverzitás Központ (korábban Agrobotanikai Intézet) állami intézmény Magyarországon, melyet 2010. november 1-jén alapított Fazekas Sándor vidékfejlesztési miniszter a Jánossy Andor által 1959-ben létrehozott tápiószelei Agrobotanikai Intézet jogutódjaként. Az intézmény fő feladata az országban korábban (de jelenleg már nem), illetve jelenleg is termesztésben levő növények magjainak, azaz lényegében genetikai állományuk fenntartása egy úgynevezett génforrás-gyűjteményben. Ez a gyűjtemény Európában az egyik legjelentősebb kultúrnövény-génbank. Ezenkívül magyarországi, európai uniós jogszabályoknak és más nemzetközi egyezményeknek megfelelően az intézmény olyan tevékenységeket irányít az országban, mely elősegíti a növényi génállomány fennmaradását, a növényi diverzitás (sokféleség) megőrzését.

## Története

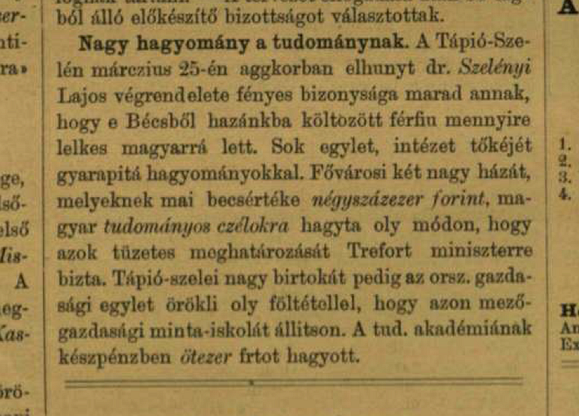
Szelényi Lajos hagyatéka a Vasárnapi újság 1888. május 6-i számában.

A Növényi Diverzitás Központ története 1885-re nyúlik vissza, amikor Szelényi Lajos (1794-1888) tápiószelei birtokait az Országos Magyar Gazdasági Egyesületnek (OMGE) adományozta. A birtok kezelésére létesült "Néhai dr. Szelényi Lajos Mintagazdasági Tanintézményi Alapítvány" célja a szakismeretek közreadása, a kísérleti munkák során szerzett tapasztalatok gyakorlatba történő alkalmazásának, eredményeinek közvetlen és a sajtón keresztüli megismertetése volt a gazdákkal. 
A II. világháború után a tanintézmény kísérleti állami gazdasággá alakult.
1954-ben Jánossy Andor kezdeményezésére Tápiószelén megalakult az Országos Növényfajtakísérleti Intézet Fajtagyűjteményes Osztálya, ahol gyűjteni kezdték a termesztésből kiszorult gabona, hüvelyes, takarmánynövény, kukorica és zöldségnövény fajtákat, tájfajtákat és helyi változatokat.
A Fajtakísérleti Állomásból az 1958. évi 60/1958. kormányrendelet alapján Agrobotanikai Intézet lett. Feladata a hazai kultúrnövények és a világ növényfajtáinak összegyűjtése, fenntartása, rendszertani, botanikai, élettani, biokémiai és növénykórtani vizsgálata volt. Jánossy Andor 1959. május 16-án kapott megbízást az Országos Agrobotanikai Intézet megszervezésére, amelynek egészen 1975-ig, haláláig, igazgatója volt.
1960-ban megjelent az Index seminum, vagyis a fajták számokkal jelzett gyűjteménye, melyből – szám alapján – bizonyos mintamennyiséget rendelhettek kutatók vagy más intézmények.
Az 1972-es stockholmi ENSZ Környezetvédelmi Konferencia ajánlását követve 1973-ban felépült az intézet első hűtött magtárolója, és elkezdődött a nemzetközi szabványoknak és szakmai elvárásoknak megfelelő génbank kialakítása.
1975-ben az Agrobotanikai Intézet önállósága átmenetileg megszűnt, a többszöri összevonás és átszervezés ellenére azonban az alapfeladat megmaradt, és a génforrás gyűjtemények fennmaradása is biztosítható volt, bár az agrobotanikai és alapanyag kutatási tevékenység erősen leszűkült és háttérbe szorult.
Az 1992-es Riói ENSZ Környezetvédelmi Világkonferencián elfogadott Biodiverzitás Egyezmény újra a biológiai sokféleség jelentőségére irányította a figyelmet, és lehetőséget biztosított a genetikai erőforrások megőrzéséhez, értékelő vizsgálatához és hasznosításához kapcsolódó tevékenységek folytatásához.
1993. január 1-én Dr. Holly László vezetése alatt az Agrobotanikai Intézet, mint önálló intézmény a Földművelésügyi Minisztérium Mezőgazdasági Főosztályának felügyelete alatt újraalakult . 2006-ban önállósága újra megszűnt, először az Országos Mezőgazdasági Minősítő Intézet Agrobotanikai Központjaként, majd a Mezőgazdasági Szakigazgatási Hivatal (MgSzH) megalakulásával annak Agrobotanikai Osztályaként végezte alapfeladatát.
Az intézet 2010. november 1-én Növényi Diverzitás Központ néven alakult újjá. Ettől kezdve a Pannon Magbank projekt révén tevékenysége kiterjed a vadon élő edényes növények génmegőrzésére is.
Jelenleg a Növényi Diverzitás Központ a vad- és kultúrnövény génforrás-védelem hazai bázisintézménye, és felelős a hazai intézményekben folytatott génmegőrzési tevékenységek szakmai koordinációjáért, az Országos Bázis Tároló üzemeltetéséért, a géntartalékok Nemzeti Adatbázisának létrehozásáért, valamint a Vidékfejlesztési Minisztérium, illetve az Országos Génbank Tanács irányítása mellett a hazai génmegőrző tevékenységekhez kapcsolódó hazai és nemzetközi együttműködési programok koordinálásáért.